# Hans Moser (acteur)
Hans Moser, eigenlijke naam Johann Julier (Wenen, 6 augustus 1880 - aldaar, 19 juni 1964) was een Oostenrijks acteur.
Moser speelde voornamelijk in komische films en had vaak een rol als bediende, portier etc. Zijn handelsmerk was zijn mompelende manier van spreken waarbij hij zinnen vaak niet afmaakte, bovendien had hij een licht Weens accent. Dit alles zorgde ervoor dat zijn dialogen voor diegenen die het Duits slechts beperkt machtig zijn, moeilijk zijn te volgen.
Tijdens de periode 1938-1945, toen Oostenrijk onderdeel was van nazi-Duitsland, had Moser ernstige problemen te verduren vanwege zijn Joodse vrouw Blanca Hirschler van wie hij weigerde te scheiden. Om die reden vluchtte zij in die tijd naar Hongarije. Na de Tweede Wereldoorlog werden zij pas weer herenigd.
Hij speelde veel samen met Paul Hörbiger, Theo Lingen, Oskar Sima en Annie Rosar.
Hans Moser overleed op 84-jarige leeftijd aan kanker.

## Gedeeltelijke filmografie
- Die Stadt ohne Juden (1924)
- Himmel auf Erden (1935)
- Ungeküsst soll man nicht schlafen gehn (1936)
- Anton, der Letzte (1939)
- Opernball (1939)
- Rosen in Tirol (1940) (met Johannes Heesters)
- Wiener G'schichten (1940)
- Abenteuer im Grandhotel (1943)
- Schrammeln (1944)
- Der Hofrat Geiger (1947)
- Jetzt schlägt's 13 (1950)
- Hallo Dienstmann (1952)
- Opernball (1956)
- Hallo Taxi (1958)
- Die Fledermaus (1962)
- Geschichten aus dem Wienerwald (1964)

- Bibliothèque nationale de France: cb135094132 (data)
- Gemeinsame Normdatei: 118584391
- International Standard Name Identifier: 0000 0000 5535 2151
- Library of Congress Control Number: n81005026
- MusicBrainz: e338bc71-2864-40d4-8e85-324e32515ce8
- Nationale Bibliotheek van Tsjechië: jx20120222025
- Nationale Bibliotheek van Israël: 987007434131805171
- Nationale Bibliotheek van Polen: a0000003423263
- Système universitaire de documentation: 088762394
- Virtual International Authority File: 54940654
- WorldCat: E39PBJgMyxGF63jMWdQK9wQKBP